# Nhiễm trùng
Nhiễm trùng (infection) là sự xâm nhập của mầm bệnh vào cơ thể và phản ứng của cơ thể đối với thương tổn do mầm bệnh gây nên . Quá trình nhiễm trùng là quá trình vi sinh vật gây bệnh xâm nhập và nhân lên trong (hoặc trên) cơ thể vật chủ hay cơ thể cảm nhiễm, hoặc qua hàng rào da, niêm mạc, xâm nhập và nhân lên ở mô tế bào cơ thể, hay xâm nhập vào tế bào hoặc mô cơ thể và lan tràn trong cơ thể.. Nhiễm trùng có thể xảy ở bất cứ bộ phận nào của cơ thể, có khi cả toàn thân.
Nhiễm trùng gây ra bởi các tác nhân truyền nhiễm bao gồm virus, vi khuẩn, ký sinh trùng, động vật chân đốt như bọ ve, bọ chét và chấy rận, nấm như nấm ngoài da, và các loại giun sán như giun móc, giun đũa, sán lá dây...
Cơ thể chống lại nhiễm trùng bằng hệ miễn dịch. Hay các đáp ứng miễn dịch bẩm sinh, biểu hiện qua phản ứng viêm.
Thuốc dùng để điều trị nhiễm trùng bao gồm thuốc kháng sinh, thuốc kháng virus, kháng nấm, kháng động vật nguyên sinh, và trị giun sán.
Các bệnh nhiễm trùng dẫn đến 9,2 triệu ca tử vong trong năm 2013. (khoảng 17% của tất cả các trường hợp tử vong).

## Lịch sử
Vào năm 1880, nhà khoa học người Pháp Louis Pasteur chứng minh rằng chính các vi khuẩn là nguyên nhân gây ra nhiều căn bệnh. Đây là một thành tựu, mặc dù các nhà khoa học trước ông đã có nhận định trên nhưng họ điều không bảo vệ thành công khi chưa đưa ra bằng chứng cụ thể nào. Cùng khoảng thời gian đó, Robert Koch, một bác sĩ người Đức, đã xây dựng nên các điều kiện để được đáp ứng bởi một căn bệnh được xem là truyền nhiễm, nó "được gọi là quy tắc Koch"..

## Dấu hiệu và triệu chứng
Các triệu chứng của nhiễm trùng phụ thuộc vào loại bệnh. Một số dấu hiệu của nhiễm trùng ảnh hưởng đến toàn bộ cơ thể nói chung, chẳng hạn như mệt mỏi, chán ăn, sụt cân, sốt, ra mồ hôi đêm, ớn lạnh, đau nhức. Những người khác là cụ thể cho các bộ phận cơ thể cá nhân, chẳng hạn như phát ban da, ho, hoặc chảy nước mũi.

## Con đường lây truyền
- Qua đường hô hấp: nếu người bệnh ho hoặc hắt hơi vào người khác các vi sinh vật, lơ lửng trong ấm áp, những giọt ẩm, có thể nhập vào cơ thể thông qua các bề mặt mũi, miệng hay mắt.
- Qua đường phân-miệng: thực phẩm hoặc nước bị nhiễm bẩn (bởi những người không rửa tay trước khi chuẩn bị thức ăn, hoặc thải các chất thải người bị nhiễm vào nguồn nước sinh hoạt chưa qua xử lý. Tác nhân gây bệnh lây truyền qua đường phân-miệng thường gặp bao gồm Vibrio cholerae, Giardia loài, rotaviruses, Entamoeba histolytica, Escherichia coli, và sán dây. Hầu hết các mầm bệnh gây viêm dạ dày ruột.
- Đường tình dục: với các bệnh gây được gọi là bệnh lây truyền qua đường tình dục.
- Truyền miệng, bệnh truyền chủ yếu qua đường uống, hay có thể qua tiếp xúc bằng miệng trực tiếp như hôn, hoặc qua tiếp xúc gián tiếp như dùng chung ly uống hay thuốc lá.
- Truyền qua tiếp xúc trực tiếp: Một số bệnh mà lây lan qua tiếp xúc trực tiếp bao gồm vận động viên chân, chốc lở và mụn cóc.
- Lây truyền trực tiếp từ mẹ sang một phôi thai, bào thai hoặc em bé trong khi mang thai hoặc khi sinh con. Nó có thể xảy ra khi người mẹ bị nhiễm trùng từ trước hoặc khi đang mang thai.
- Muỗi Culex (Muỗi vằn) là vectơ sinh học truyền virus Tây sông Nin.

## Phân loại

### Theo vị trí giải phẫu
Nhiễm trùng có thể được phân loại theo vị trí hoặc giải phẫu cơ quan hệ thống bị nhiễm bệnh, bao gồm:
1. Nhiễm trùng đường tiết niệu
2. Nhiễm trùng da
3. Nhiễm trùng đường hô hấp
4. Nhiễm Odontogenic(một bệnh nhiễm trùng có nguồn gốc trong hay các mô xung quanh răng)
5. Nhiễm trùng âm đạo
6. Nhiễm trùng ối

Ngoài ra, vị trí của những ổ viêm nơi có nhiễm trùng là nguyên nhân phổ biến nhất bao gồm viêm phổi, viêm màng não và viêm ống dẫn trứng.

### Theo nguồn gốc

#### Nhiễm trùng ngoại khoa
Nhiễm trùng ngoại khoa là biến chứng thường xảy ra sau chấn thương kín, vết thương hoặc sau khi phẫu thuật. Khác với nhiễm trùng nội khoa, ở đây thường có một ổ thuận lợi cho nhiễm trùng như: một phần cơ thể bị giập nát, các tổ chức hoại tử, vết mổ nhiễm trùng thứ phát... thường đòi hỏi phải can thiệp ngoại khoa để loại bỏ mủ hoặc mô hoại tử; còn nhiễm trùng nội khoa thường không có hoặc có rất ít mô hoại tử nhưng lại có biểu hiện toàn thân nhiều hơn.

## Dự phòng

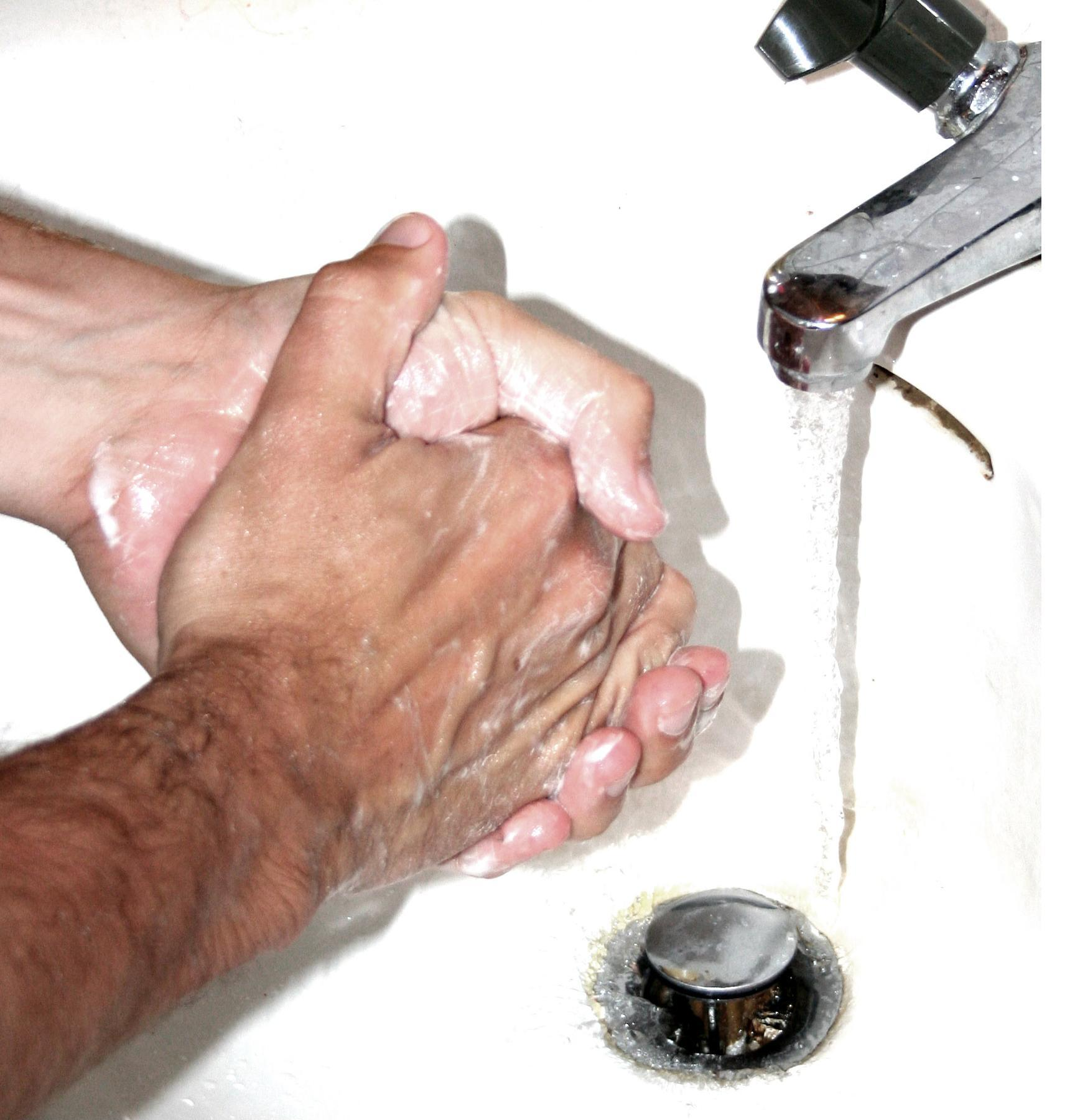
Rửa tay dưới vòi nước đang chảy

## Thể nhiễm trùng